# پنس اسپرینگز (ویرجینیای غربی)
پنس اسپرینگز (به انگلیسی: Pence Springs) یک منطقهٔ مسکونی در ایالات متحده آمریکا است که در شهرستان سامرز، ویرجینیای غربی واقع شده‌است. پنس اسپرینگز ۴۶۹٫۰۹ متر بالاتر از سطح دریا واقع شده‌است.